# Eurylobium
Eurylobium é um género botânico pertencente à família Stilbaceae.

## Espécie
Eurylobium serrulatum

## Nome e referências
Eurylobium Hochst.